# José de Jesús González Hernández
José de Jesús González Hernández OFM (* 25. Dezember 1964 in Etzatlán) ist ein mexikanischer Ordensgeistlicher und römisch-katholischer Bischof von Chilpancingo-Chilapa.

## Leben
José de Jesús González Hernández trat in die Ordensgemeinschaft der Franziskaner ein und empfing am 24. Juni 1994 das Sakrament der Priesterweihe.
Am 27. Februar 2010 ernannte ihn Papst Benedikt XVI. zum Prälaten von Jesús María del Nayar. Der Erzbischof von Guadalajara, Juan Kardinal Sandoval Íñiguez, spendete ihm am 25. Mai desselben Jahres die Bischofsweihe; Mitkonsekratoren waren der Apostolische Nuntius in Mexiko, Erzbischof Christophe Pierre, und der emeritierte Prälat von Jesús María del Nayar, José Antonio Pérez Sánchez OFM. Papst Franziskus berief ihn am 8. Juli 2019 zum Mitglied der Kongregation für die Institute geweihten Lebens und für die Gesellschaften apostolischen Lebens.
Am 11. Februar 2022 ernannte ihn Papst Franziskus zum Bischof von Chilpancingo-Chilapa. Die Amtseinführung erfolgte am 20. April desselben Jahres.